# Mina 25
| Оценки критиков | Оценки критиков |
| Источник        | Оценка          |
| --------------- | --------------- |
| Musica e dischi | без оценки      |

Mina 25 — тридцать седьмой студийный альбом итальянской певицы Мины, выпущенный в 1983 году на лейбле PDU.

## Об альбоме
Этим альбомом певица отпраздновала двадцатипятилетие своей карьеры.
Первая часть альбома представляет собой кавер-версии известных джазовых и поп-стандартов, на второй представлены новые песни. Песня «Verde luna», записанная для альбома Salomè в 1981 году, появляется здесь в новом прочтении.
Данный альбом по традиции был выпущен как двойной, на обложки большими цифрами было вытеснено «25», внутри можно было найти фотографии молодой Мины, носившей тогда псевдоним Baby Gate. Для раздельных релизов с пометками «Vol. 1» и «Vol. 2», однако, теперь использовались немного разные трек-листы (что станет нормой для следующих альбомов), нежели в оригинале; так, например, во вторую часть был добавлен сингл «Devi dirmi di sì», который был выпущен месяцем позже, чем сам альбом.

## Коммерческий приём
В поддержку альбома был выпущен сингл «Devi dirmi di sì» с песней «La controsamba» на обратной стороне. Композиция пользовалась успехом у слушателей и достигла 8 места в сингловом чарте. Сам альбом также добрался до 8 места в еженедельном рейтинге альбомов, но в годовом занял лишь 42 позицию, продажи альбома также оказались меньше, чем у предыдущих.

## «Тридцать лет нашей истории»
Празднование юбилея карьеры Мины совпало с тридцатилетием телекомпании RAI, которая предложила певице сотрудничество. В качестве саундтрека к передаче Паоло Файезе «Trent’anni della nostra storia» (рус. Тридцать лет нашей истории) использовались песни Мины из этого альбома, а также её комментарии. В первом выпуске программы освещалась история канала с 1945 по 1955 годы, почему певица и записывала песни изданного периода. Это была первая подобная работа, в следующие годы выйдет ещё три альбома.

## Список композиций
| №   | Название                       | Автор(ы)                                   | Длительность |
| --- | ------------------------------ | ------------------------------------------ | ------------ |
| 1.  | «Only You»                     | Бак Рэм, Энди Рэнд                         | 3:11         |
| 2.  | «Nature Boy»                   | Эдем Абез                                  | 3:30         |
| 3.  | «Che bambola!»                 | Лео Кьоссо, Фред Бускальоне                | 2:41         |
| 4.  | «Sophisticated Lady»           | Митчелл Пэриш, Ирвинг Миллс, Дюк Эллингтон | 3:47         |
| 5.  | «Ho un sassolino nella scarpa» | Марчелло Валичи                            | 2:56         |
| 6.  | «Chattanooga choo-choo»        | Гарри Уоррен, Марк Гордон                  | 3:07         |
| 7.  | «A chi (Hurt)»                 | Могол, Джимми Крейн                        | 2:58         |
| 8.  | «Che m'è 'mparato a fà»        | Дино Верде, Армандо Тровайоли              | 3:35         |
| 9.  | «Amore baciami»                | Джанкарло Тестони, Карло Альберто Росси    | 4:08         |
| 10. | «Misty»                        | Эрролл Гарнер, Джонни Берк                 | 3:58         |
| 11. | «Bellezze in bicicletta»       | Джованни Д’Анци, Марчелло Марчесси         | 2:27         |
| 12. | «Verde luna»                   | Висенте Гомес                              | 2:38         |

| №  | Название                   | Автор(ы)                                 | Длительность |
| -- | -------------------------- | ---------------------------------------- | ------------ |
| 1. | «Devi dirmi di sì»         | Массимилиано Пани, Валентино Альфани     | 4:15         |
| 2. | «Allora sì»                | Франко Калифано, Массимо Гантини         | 4:13         |
| 3. | «Non ho difese»            | Джорджо Калабрезе, Чельсо Валли          | 4:07         |
| 4. | «Cowboys»                  | Ивано Фоссати                            | 1:50         |
| 5. | «Magia»                    | Андреа Ло Веккьо, Джино Месколи          | 4:19         |
| 6. | «La controsamba»           | Джорджо Калабрезе, Чельсо Валли          | 5:04         |
| 7. | «Giuro di dirti la verità» | Кристиано Мальджольо, Коррадо Кастеллари | 4:26         |
| 8. | «Un’aquila nel cuore»      | Ансельмо Дженовезе                       | 3:35         |
| 9. | «Ahi, mi' amor»            | Паоло Лимити, Жуан Мануэль Серрат        | 6:15         |

## Чарты
| Чарт (1983)              | Высшая позиция |
| ------------------------ | -------------- |
| Италия (Musica e dischi) | 8              |

| Чарт (1983)              | Позиция |
| ------------------------ | ------- |
| Италия (Musica e dischi) | 42      |